# Union Springs (Alabama)
 Union Springs, Alabama és una població dels Estats Units a l'estat d'Alabama. Segons el cens del 2000 tenia 3.670 habitants.

## Demografia
Segons el cens del 2000, Union Springs tenia 3.670 habitants, 1.393 habitatges, i 909 famílies La densitat de població era de 206,6 habitants/km².
Dels 1.393 habitatges en un 33,5% hi vivien nens de menys de 18 anys, en un 27,5% hi vivien parelles casades, en un 32,7% dones solteres, i en un 34,7% no eren unitats familiars. En el 31,2% dels habitatges hi vivien persones soles el 14,1% de les quals corresponia a persones de 65 anys o més que vivien soles. El nombre mitjà de persones vivint en cada habitatge era de 2,55 i el nombre mitjà de persones que vivien en cada família era de 3,15.
Per edats la població es repartia de la següent manera: un 30,4% tenia menys de 18 anys, un 11% entre 18 i 24, un 25,5% entre 25 i 44, un 18,9% de 45 a 60 i un 14,3% 65 anys o més.
L'edat mediana era de 31 anys. Per cada 100 dones hi havia 88,5 homes. Per cada 100 dones de 18 o més anys hi havia 84 homes.
La renda mediana per habitatge era de 18.520 $ i la renda mediana per família de 20.645 $. Els homes tenien una renda mediana de 17.059 $ mentre que les dones 15.966 $. La renda per capita de la població era de 9.666 $. Aproximadament el 38,7% de les famílies i el 40,1% de la població estaven per davall del llindar de pobresa.

## Poblacions properes
El següent diagrama mostra les poblacions més properes.